# Chameleion
Chameleion là một chi rêu trong họ Calymperaceae.